# Commencement de preuve
En droit de la preuve, un commencement de preuve  est un élément de preuve provenant de la partie adverse qui démontre la véritable intention des parties au contrat. Il permet de rendre recevable des moyens de preuve, comme le témoignage ou l'élément matériel, qui autrement ne le seraient pas en vertu des règles ordinaires de preuve.

## Droit français

### Définition
L’article 1362 du code civil définit le commencement de preuve par écrit comme l’« écrit qui, émanant de celui qui conteste un acte ou de celui qu'il représente, rend vraisemblable ce qui est allégué. »
Il faut en principe un écrit : ce peut être un acte rédigé en vue de faire preuve, mais auquel il manque une des conditions exigées par la loi (signature, double original, mention manuscrite, copie non fidèle et durable, etc.), ce peut également être une lettre missive (correspondance qui n’a pas été rédigée en vue de faire preuve).
Il faut que l’écrit émane « de celui qui conteste un acte ou de celui qu’il représente », c'est-à-dire du défendeur à l’allégation.
Il faut enfin que l’écrit invoqué rende vraisemblable le fait allégué, ce qui relève de l’appréciation souveraine des juges du fond.

### Portée probatoire
Un commencement par écrit ne suffit pas en soi à prouver un acte juridique. Mais son existence autorise le demandeur à l’allégation à compléter la preuve fournie, que l’on va considérée comme déjà à moitié apportée, en produisant des témoignages, en articulant des présomptions, ou encore en se prévalant d’indices tel un commencement d’exécution. Ces preuves complémentaires doivent nécessairement être extérieures au document qui constitue le commencement de preuve.
Ainsi un commencement de preuve en peut être utilisé dans le système de la preuve légale, pourvu qu’il soit « corroboré par un autre moyen de preuve ». Autrement dit, en lui-même, un commencement de preuve par écrit est une preuve imparfaite, mais il peut contribuer à former une preuve parfaite.

## Droit québécois
En droit québécois, l'utilité du commencement de preuve est principalement de rendre recevable la preuve par témoignage quand elle ne l’est pas. Ce n'est pas un des cinq moyens de preuve énumérés de manière exclusive à l'article 2811 du Code civil du Québec (écrit, témoignage, présomption, élément matériel, aveu).
Il est décrit à l'article 2865 C.c.Q. : « Le commencement de preuve peut résulter d’un aveu ou d’un écrit émanant de la partie adverse, de son témoignage ou de la présentation d’un élément matériel, lorsqu’un tel moyen rend vraisemblable le fait allégué ».
Il s'agit d'une exception à la prohibition de la preuve testimoniale contredisant les termes d’un acte juridique constaté par écrit (art. 2863 C.c.Q.) : « Les parties à un acte juridique constaté par un écrit ne peuvent, par témoignage, le contredire ou en changer les termes, à moins qu’il n’y ait un commencement de preuve »

Fournir un commencement de preuve peut aussi être une exception à la prohibition de la preuve testimoniale entre les parties (art. 2862 C.c.Q.): 

« La preuve d’un acte juridique ne peut, entre les parties, se faire par témoignage lorsque la valeur du litige excède 1 500 $.
Néanmoins, en l’absence d’une preuve écrite et quelle que soit la valeur du litige, on peut prouver par témoignage tout acte juridique dès lors qu’il y a commencement de preuve; on peut aussi prouver par témoignage, contre une personne, tout acte juridique passé par elle dans le cours des activités d’une entreprise. »